# Primera División 1906 (Uruguay)
Het seizoen 1906 van de Primera División was het zesde seizoen van de hoogste Uruguayaanse voetbalcompetitie, georganiseerd door de Liga Uruguaya de Football. De Primera División was een amateurcompetitie, pas vanaf 1932 werd het een professionele competitie.

## Teams
Er namen zes ploegen deel aan de Primera División tijdens het seizoen 1906. Van de vijf deelnemers die vorig seizoen deelnamen deed Albion FC dit seizoen niet meer mee. Nieuw waren Intrépido FC en Club Nacional de Football B, het reserve-team van Club Nacional de Football. Het seizoen 1906 was het enige seizoen in de geschiedenis van het Uruguayaanse voetbal dat een reserve-elftal aantrad in de hoogste klasse.
| Club                                 | Stad       | Stadion                | Vorig seizoen |
| ------------------------------------ | ---------- | ---------------------- | ------------- |
| Central Uruguay Railway Cricket Club | Montevideo | Field de Villa Peñarol | 1e            |
| Intrépido FC                         | Montevideo | Onbekend               | Nam niet deel |
| Montevideo Wanderers FC              | Montevideo | Camino Millán          | 3e            |
| Club Nacional de Football            | Montevideo | Gran Parque Central    | 2e            |
| Club Nacional de Football B          | Montevideo | Gran Parque Central    | Nam niet deel |
| SC Teutonia                          | Montevideo | Gran Parque Central    | 4e            |

## Competitie-opzet
Alle deelnemende clubs speelden tweemaal tegen elkaar (thuis en uit). De ploeg met de meeste punten werd kampioen.
De vorige vier seizoenen eindigden C.U.R.C.C. en Club Nacional de Football telkens in de top-twee, maar in 1906 was Montevideo Wanderers FC de sterkste ploeg. Op een gelijkspel tegen SC Teutonia na wonnen ze al hun wedstrijden, waaronder twee middels walk-over. C.U.R.C.C. en Nacional wonnen de duels tegen de overige ploegen en wonnen allebei eenmaal van elkaar. Opmerkelijk was de ontmoeting tussen C.U.R.C.C. en Nacional op 7 oktober: Nacional trok zich terug omdat ze enkele belangrijke spelers misten, waardoor C.U.R.C.C. automatisch de overwinning werd toegekend. De clubs speelden echter nog wel onofficieel tegen elkaar en zonder hun sterkste spelers wist Nacional met 1–0 te winnen. Dit resultaat telde echter niet mee voor de stand.
De nieuwkomers eindigden dit seizoen onderaan het klassement: Intrépido FC wist alleen tegen het reserveteam van Nacional punten te pakken Nacional B zelf verloor alle wedstrijden (waaronder enkelen door walk-over). Dit was het enige seizoen waarin de reserveploeg van los Tricolores in de stand werd opgenomen. volgend seizoen namen ze in eerste instantie wel deel aan de competitie, maar werden ze gediskwalificeerd nadat ze de eerste wedstrijden telkens forfait gaven.

### Kwalificatie voor internationale toernooien
Sinds 1900 werd de Copa de Competencia Chevallier Boutell (ook wel bekend als de Tie Cup) gespeeld tussen Uruguayaanse en Argentijnse clubs. De winnaar van de Copa Competencia kwalificeerde zich als Uruguayaanse deelnemer voor dit toernooi. Sinds 1905 werd om een tweede Rioplatensische beker gespeeld, de Copa de Honor Cousenier. De winnaar van de Copa de Honor plaatste zich namens Uruguay voor dit toernooi. De Copa Competencia en Copa de Honor waren allebei een officiële Copa de la Liga, maar maakten geen deel uit van de Primera División.

### Eindstand
|     | Club                        | Sp. | W | G | V  | Pnt. | DV | DT | DS  |
| --- | --------------------------- | --- | - | - | -- | ---- | -- | -- | --- |
| 01. | Montevideo Wanderers FC     | 10  | 9 | 1 | 0  | 19   | 17 | 3  | +14 |
| 2.  | C.U.R.C.C.                  | 10  | 7 | 0 | 3  | 14   | 18 | 8  | +10 |
| 3.  | Club Nacional de Football   | 10  | 7 | 0 | 3  | 14   | 17 | 8  | +9  |
| 4.  | SC Teutonia                 | 10  | 4 | 1 | 5  | 9    | 20 | 22 | –2  |
| 5.  | Intrépido FC                | 10  | 2 | 0 | 8  | 4    | 1  | 24 | –23 |
| 6.  | Club Nacional de Football B | 10  | 0 | 0 | 10 | 0    | 2  | 10 | –8  |

### Legenda
| Kleur | Kwalificatie voor                                    |
| ----- | ---------------------------------------------------- |
|       | Tie Cup 1906 (winnaar Copa Competencia)              |
|       | Copa de Honor Cousenier 1906 (winnaar Copa de Honor) |

| Winnaar Primera División 1906    |
| -------------------------------- |
| Montevideo Wanderers FC 1e titel |

#### Topscorer
Rafael de Miquelerena van landskampioen Montevideo Wanderers werd topscorer met zes doelpunten.
| №  | Speler                | Club(s)                 | Goals |
| -- | --------------------- | ----------------------- | ----- |
| 1. | Rafael de Miquelerena | Montevideo Wanderers FC | 6     |

1900 · 1901 · 1902 · 1903 · 1904 · 1905 · 1906 · 1907 · 1908 · 1909 · 1910 · 1911 · 1912 · 1913 · 1914 · 1915 · 1916 · 1917 · 1918 · 1919 · 1920 · 1921 · 1922 · 1923 · 1924 · 1925 · 1926 · 1927 · 1928 · 1929 · 1930 · 1931 · 1932 · 1933 · 1934 · 1935 · 1936 · 1937 · 1938 · 1939 · 1940 · 1941 · 1942 · 1943 · 1944 · 1945 · 1946 · 1947 · 1948 · 1949 · 1950 · 1951 · 1952 · 1953 · 1954 · 1955 · 1956 · 1957 · 1958 · 1959 · 1960 · 1961 · 1962 · 1963 · 1964 · 1965 · 1966 · 1967 · 1968 · 1969 · 1970 · 1971 · 1972 · 1973 · 1974 · 1975 · 1976 · 1977 · 1978 · 1979 · 1980 · 1981 · 1982 · 1983 · 1984 · 1985 · 1986 · 1987 · 1988 · 1989 · 1990 · 1991 · 1992 · 1993 · 1994 · 1995 · 1996 · 1997 · 1998 · 1999 · 2000 · 2001 · 2002 · 2003 ·  2004 · 2005 · 2005/06 · 2006/07 · 2007/08 · 2008/09 · 2009/10 · 2010/11 ·  2011/12 · 2012/13 · 2013/14 · 2014/15 · 2015/16 · 2016 · 2017 · 2018 · 2019 · 2020 · 2021 · 2022 · 2023